# Kimber Henry
Kimber Henry est un personnage de fiction de la série télévisée Nip/Tuck, interprété par l'actrice Kelly Carlson.

## Apparitions
Elle apparaît dès le pilote et fera plusieurs apparitions durant les deux premières saisons.
Ce n'est qu'à partir de la troisième qu'elle deviendra un personnage régulier.

## Rôle
Kimber est une jeune femme qui sait user de ses charmes pour avancer dans la vie. Dans la première saison, elle exerce la profession de mannequin. Lors de l'épisode pilote, elle fait la connaissance de Christian Troy dans un bar et finira dans son lit, comme la plupart des femmes qu'il rencontre. Christian la convainc de recourir à la chirurgie esthétique pour devenir plus belle en lui exposant la liste de ses défauts. Au fil des saisons, leurs relations se modifient. Il n'a d'abord aucun respect pour elle, puis il se rend petit à petit compte qu'il l'aime assez pour envisager une relation sérieuse avec elle. 
Kimber devient, durant la deuxième saison, actrice de films pornographiques, carrière qu'elle abandonne dans la saison 3, après avoir accepté la demande en mariage de Christian. Le jour de son mariage, avant d'arriver devant l'autel, elle est enlevée par le Découpeur, qui va lui faire vivre un véritable calvaire : il va défaire toutes les interventions chirurgicales que Christian lui a fait subir (le Découpeur va, par exemple, lui enlever ses implants mammaires) et ce, sans anesthésie, avant de la relâcher. Atrocement défigurée, Kimber est ensuite opérée par Christian ; elle décide bientôt de le quitter, car elle le considère responsable du calvaire qu'elle a vécu et ne veut plus vivre avec un homme aussi superficiel que lui. 
Elle réapparaît dans la saison 4 comme étant adepte de la scientologie, elle convainc Matt McNamara, le fils naturel de Christian, de rejoindre son église. Matt tombe amoureux de Kimber ; ils se marient et auront ensemble une fille prénommée Jenna. Kimber dira dans la saison 5 avoir épousé Matt non par amour pour lui, mais pour se venger de Christian. 
Dans la saison 5, Kimber et Matt ont abandonné la scientologie, mais sont désormais toxicomanes et à court d'argent. Lassée de cette vie, Kimber quittera Matt pour vivre avec Ram Peters, son ancien producteur de films pornographiques. 
Au cours de la saison 6, elle sortira avec le chirurgien plasticien Dr. Mike Hamoui mais finit par se marier avec Christian, qui finira finalement par la quitter à nouveau. À la suite de quoi, elle décide de retourner voir Mike sur son bateau mais celui-ci se moque désormais d'elle. Submergée par le désespoir, elle décide de se jeter à l'eau. Douze heures après sa disparition, Christian regrette son geste et informe Sean que les Gardes-Côtes ne l'ont toujours pas retrouvée.